# Greatest Hits (албум на Офспринг)
Вижте пояснителната страница за други значения на Greatest Hits.
Greatest Hits е компилация от 2005 г. с най-големите хитове на американската пънк рок група Офспринг.

## Песни
1. Can't Repeat 3:24
2. Come Out And Play (Keep 'Em Separated) 3:17
3. Self Esteem 4:17
4. Gotta Get Away 3:51
5. All I Want 1:54
6. Gone Away 4:27
7. Pretty Fly (For A White Guy) 3:08
8. Why Don't You Get A Job? 2:49
9. The Kids Aren't Alright 3:00
10. Original Prankster 3:41
11. Want You Bad 3:22
12. Defy You 3:48
13. Hit That 2:48
14. (Can't Get My) Head Around You/Next To You (Скрита Песен/The Police Кавър) 5:57
15. Spare Me The Details 3:24
16. Da Hui 1:42
17. The Kids Aren't Alright (The Wiseguys Remix) 4:56

## DualDisc Edition
DualDisc Edition на албума има 14 стандартни песни в CD-то. DVD-то има същите 14 песни в 5.1 съраунд звук, коментар от певеца Декстър Холанд и китариста Нуудълс, и двамата извършват акустична интерпретация на песента Dirty Magic от втория албум на групата Ignition.

## Офспринг членове
- Декстър Холанд – Вокалист И Ритъм Китара
- Нуудълс – Китара
- Грег Кризъл – Бас Китара
- Рон Уелти – Барабани